# Euphorbia officinarum
Euphorbia officinarum is een succulente plant uit de wolfsmelkfamilie (Euphorbiaceae). De soort komt voor in Mauritanië, de Westelijke Sahara, Marokko en Algerije. De soort groeit van zeeniveau tot op 1900 meter hoogte. Verder groeit de soort in verschillende droge omgevingen, maar vaak met een relatief hoge luchtvochtigheid als gevolg van invloeden van de Atlantische Oceaan. Het is een stekelige, succulente struik die een hoogte van 1 tot 1,5 meter kan bereiken. De stengels bevatten een melkachtig bijtend sap dat de huid aantast, wanneer het ermee in contact komt.

## Ondersoorten
De soort heeft een variëteit en twee ondersoorten.
- Euphorbia officinarum var. beaumieriana (Hook.f. & Coss.) Maire
- Euphorbia officinarum subsp. echinus (Hook.f. & Coss.) Vindt

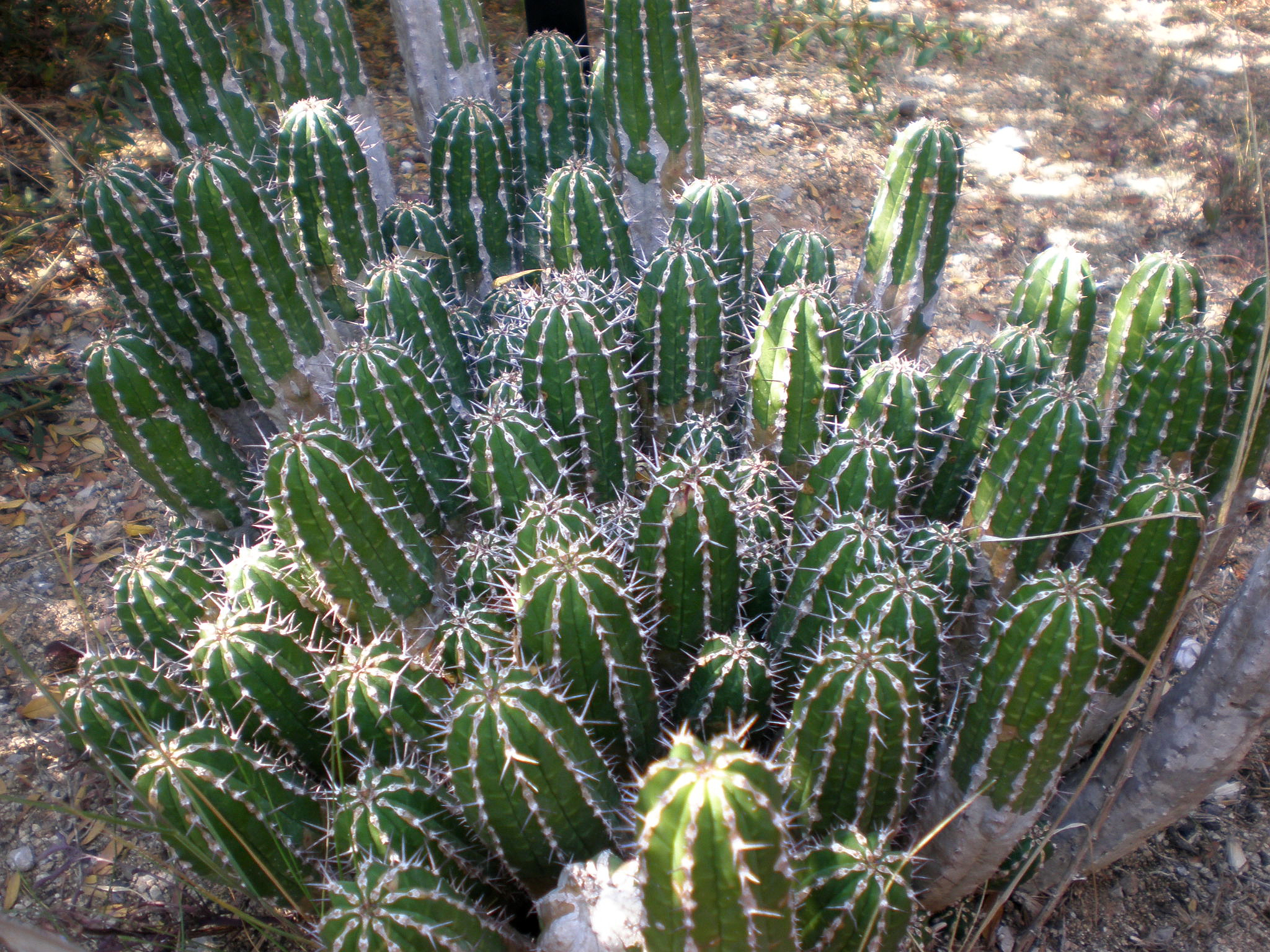
Euphorbia officinarum subsp. echinus

- Euphorbia officinarum subsp. officinarum

... · 
E. abdelkuri · 
E. abyssinica · 
E. acanthothamnos · 
E. actinoclada · 
E. adenopoda · 
E. alcicornis · 
E. alfredii · 
E. alluaudii · 
E. ambarivatoensis · 
E. ambovombensis · 
E. amygdaloides (Amandelwolfsmelk) · 
E. analalavensis · 
E. ankaranae · 
E. ankarensis · 
E. ankazobensis · 
E. antiquorum · 
E. antso · 
E. aprica · 
E. arahaka · 
E. aureoviridiflora · 
E. balsamifera · 
E. banae · 
E. beharensis · 
E. bemarahaensis · 
E. benoistii · 
E. berorohae · 
E. biaculeata · 
E. boissieri · 
E. boiteaui · 
E. boivinii · 
E. bongolavensis · 
E. bosseri · 
E. brachyphylla · 
E. caducifolia · 
E. candelabrum · 
E. cap-saintemariensis · 
E. capmanambatoensis · 
E. capuronii · 
E. caput-aureum · 
E. cedrorum · 
E. cyparissias (Cipreswolfsmelk) · 
E. dulcis (Zoete wolfsmelk) · 
E. epithymoides (Kleurige wolfsmelk) · 
E. erythraea ·
E. esula (Heksenmelk) · 
E. exigua (Kleine wolfsmelk) · 
E. handiensis ·
E. helioscopia (Kroontjeskruid) · 
E. ingens · 
E. lacei · 
E. lactea · 
E. lathyris (Kruisbladige wolfsmelk) · 
E. leuconeura · 
E. neriifolia · 
E. officinarum · 
E. palustris (Moeraswolfsmelk) · 
E. paralias (Zeewolfsmelk) · 
E. peplus (Tuinwolfsmelk) · 
E. platyphyllos (Brede wolfsmelk) · 
E. portlandica (Kustwolfsmelk) · 
E. pulcherrima (Kerstster) · 
E. regis-jubae · 
E. resinifera · 
E. royleana · 
E. seguieriana (Zandwolfsmelk) · 
E. stenoclada · 
E. stricta (Stijve wolfsmelk) · 
E. tirucalli · 
E. verrucosa (Wrattige wolfsmelk) · 
E. waringiae · 
...